# بلدة سنتر (كانساس)
بلدة سنتر هي بلدة في مقاطعة أتشيسون، كانساس، الولايات المتحدة الأمريكية. اعتبارًا من تعداد 2010، كان عدد سكانها 625 نسمة.

## روابط خارجية
- US-Counties.com
- مدينة سيتي.كوم